# Kovácshida
Kovácshida (kroatisch Kovačida) ist eine ungarische Gemeinde im Kreis Siklós im Komitat Baranya.

## Geografische Lage
Kovácshida liegt fünf Kilometer südwestlich der Stadt Harkány und fünf Kilometer nördlich der Grenze zu Kroatien. Nachbargemeinden sind Drávaszerdahely und Ipacsfa. 

## Geschichte
Kovácshida wurde 1342 erstmals urkundlich erwähnt.

## Sehenswürdigkeiten
- 1848er-Denkmal (1848-as emlékmű)
- Reformierte Kirche, erbaut 1833
- Römisch-katholische Kirche Assisi Szent Ferenc

## Verkehr
Durch den Ort verläuft die Landstraße Nr. 5804. Der nächstgelegene Bahnhof befindet sich gut 25 Kilometer entfernt in der Stadt Sellye.